# Svenska Missionssällskapet
Svenska Missionssällskapet (SMS), senare ’’Svenska Missionssällskapet Kyrkan och Samerna’’, var en svensk organisation för att främja mission bland samer i Sverige.
Svenska Missionssällskapet bildades 1835 med bland andra George Scott, Samuel Owen och Johan Olof Wallin som grundare, med syfte att främja mission bland samer i Lappmarken genom att bedriva direkta missionsinsatser och genom att väcka allmänt intresse för frågan. I uppgiften ingick att anordna missionsgudstjänster, utge missionsskrifter, stödja unga män som ville utbildas till missionärer och underhålla kateketer i Lappmarken.
År 1839 inrättade SMS tre missionsskolor för samiska barn i Knaften, Mårdsele och Bastuträsk. Några år senare startade en skola för sameflickor i Tannsele. Ytterligare missionsskolor inrättades under 1850-talet, bland annat i Gafsele, Bäsksele och Glommersträsk. Ett femtiotal kateketer, lärare och lärarinnor sändes ut. Svenska Missionssällskapet understödde också flera utländska missionssällskap och sände redan 1854 ut Theodor Hamberg som missionär till Kina. Det var en föregångare till det 1874 grundade Svenska kyrkans mission, efter vars tillkomst det endast inriktade sig mot verksamhet i Sápmi.
Svenska Missionssällskapet övertog 1934 verksamheten som bedrivits av föreningen Lapska missionens vänner, när denna lades ned. Predikanten August Lundberg och Lapska missionens vänner hade också tagit initiativ till att bygga Lannavaara kyrka, som invigdes 1934. Svenska Missionssällskapet svarade för driften av kyrkan till 1954.
Svenska Missionssällskapet, med biskop Bengt Jonzon i Luleå som drivande kraft, grundade 1942 Samernas folkhögskola i Jokkmokk och finansierade dess verksamhet fram till 1972.
Sällskapet bytte 1961 namn till Svenska Missionssällskapet Kyrkan och Samerna och upplöstes 2001. Det har i viss utsträckning levt vidare i Stiftelsen Missionssällskapet Kyrkan och Samerna, med säte i Luleå och med anknytning till Luleå och Härnösands stift.